# Onthophagus orpheus
Onthophagus orpheus är en skalbaggsart som beskrevs av Georg Wolfgang Franz Panzer 1794. Onthophagus orpheus ingår i släktet Onthophagus och familjen bladhorningar.

## Underarter
Arten delas in i följande underarter:
- O. o. pseudorpheus
- O. o. canadensis